# Mason (cráter)

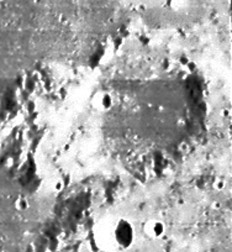
Fotografía de la misión Lunar Orbiter 4

Mason se muestra como los restos de un cráter de impacto situados en la parte noreste de la Luna. Está casi unido al borde oriental del cráter inundado de lava Plana y al sureste de Bürg. El borde norte de Mason se halla sobre el extremo sur del Lacus Mortis, un pequeño mar lunar. Al sur aparece el Lacus Somniorum, de mayor tamaño.
|  |

Se trata de una formación muy erosionada de forma algo irregular, siendo más largo en la dirección este-oeste. El borde es un anillo desigual, formado por una sucesión de crestas que se han combinado con el terreno áspero al sur y al este. Muestra numerosas hendiduras o valles en el borde occidental, que alcanzan el borde este de Plana. El suelo interior ha resurgido por efecto de flujos de lava y forma una cuenca casi nivelada dentro del brocal. El pequeño cráter Mason A se halla en la parte noroeste del suelo del cráter principal.

## Cráteres satélite
Por convención estos elementos son identificados en los mapas lunares poniendo la letra en el lado del punto medio del cráter que está más cercano a Mason.
|       | \| Mason \| Coordenadas \| Diámetro \| \| ----- \| ---------------------------- \| -------- \| \| A \| 42°48′N 30°06′E / 42.8, 30.1 \| 5 km \| \| B \| 41°48′N 29°36′E / 41.8, 29.6 \| 10 km \| \| C \| 42°54′N 33°48′E / 42.9, 33.8 \| 12 km \| |          |
| Mason | Coordenadas | Diámetro |
| A     | 42°48′N 30°06′E / 42.8, 30.1 | 5 km     |
| B     | 41°48′N 29°36′E / 41.8, 29.6 | 10 km    |
| C     | 42°54′N 33°48′E / 42.9, 33.8 | 12 km    |